# Juurikkajärvi (sjö i Kiuruvesi, Norra Savolax)
Juurikkajärvi är en sjö i kommunen Kiuruvesi i landskapet Norra Savolax i Finland. Den är 6,8 meter djup. Arean är 48 hektar och strandlinjen är 3,83 kilometer lång. Sjön  ingår i Vuoksens huvudavrinningsområde.   Den ligger omkring 95 kilometer nordväst om Kuopio och omkring 390 kilometer norr om Helsingfors. 